# No No Song
No No Song è una canzone composta da Hoyt Axton e David Jackson. Il testo parla progressivamente di proposte di vendita di marijuana colombiana, di cocaina spagnola e del whisky distillato del Tennessee, ma il protagonista rifiuta tutte le sostanze.

## Le versioni del brano

### Hoyt Axton
La prima versione del brano è ad opera di uno dei coautori, Hoyt Axton. È stata pubblicata nel 1975 come singolo dalla A&M Records, con il numero di serie 16 024 AT. Sul lato B appare il brano Lion in the Winter.

### Ringo Starr
Ringo Starr ha incluso una cover del brano nel suo album Goodnight Vienna del 1974. Il 27 gennaio 1975 il brano è stato pubblicato negli USA come singolo, con al lato B Snookeroo, con il numero di serie US Apple 1880, ed è arrivato alla terza posizione l'8 febbraio dello stesso anno. In Canada invece è arrivato alla prima posizione, scalzandone Lady Marmalade di Labelle, e venendone scalzato da Philadelphia Freedom di Elton John.

### Altre pubblicazioni
- Nel Regno Unito No No Song è stata pubblicata per la prima volta il 9 gennaio 1976 come lato B del singolo Oh My My[7], numero di serie R 6011, per promuovere la raccolta Blast from Your Past; fu l'ultimo singolo di Starr ad essere pubblicato dalla Apple Records. Il singolo, pubblicato senza copertina, non entrò in classifica[8]
- In Messico il singolo è stato pubblicato dalla Apple, con i lati invertiti, nel 1975, con il numero di serie Apple 7693; in questa pubblicazione, il titolo No No Song è stato modificato in La Cancion del No No (No No Song)[9]
- Un singolo promozionale è stato pubblicato nel 1974 negli Stati Uniti con il numero di serie P-1880[10]
- Una ristampa del singolo ad opera della Capitol Records del 1983 riporta fra gli autori anche Glazer e Msarurgwa[11]
- In Nuova Zelanda il singolo, pubblicato dalla Apple nel 1974 con il numero di serie NZP 3510, aveva al lato B Call Me, una composizione di Ringo Starr, al posto di Snookeroo[12]

#### Formazione
- Ringo Starr: voce, batteria, percussioni
- Jesse Ed Davis: chitarra elettrica
- Nicky Hopkins: piano elettrico
- Klaus Voormann: basso elettrico
- Harry Nilsson: cori
- Trevor Lawrence: corni
- Bobby Keys: corni[5]

### Altre versioni
- Raul Seixas ha inciso una cover con il nome di Não Quero Mais Andar na Contra-mão; in questa versione, i riferimenti alla cocaina spagnola e al whisky del Tennessee sono stati modificati rispettivamente in cocaina boliviana in spray cloretano argentino
- Joe Dassin ha pubblicato una versione in francese con il nome di Moi J'Ai Dit Non